# همس العقرب
همس العقرب، رواية عربية للروائي المصري محمد توفيق. صدرت لأوّل مرة عن دار العين للنشر في عام 2021، ودخلت في القائمة الطويلة للجائزة العالمية للرواية العربية لعام 2022، المعروفة باسم «جائزة بوكر العربية».